# Simcity Societies
SimCity Societies är ett stadsbyggarspel i SimCity-serien, utvecklat av Tilted Mill Entertainment och utgivet av Electronic Arts 16 november 2007

## Gameplay
I Simcity Societies behöver inte spelaren tänka på ekonomin lika mycket som i de föregående spelen. Spelet handlar mer om att ta hand om stadens simmar. Spelet är helt anpassningsbart och tillåter spelaren att anpassa enskilda byggnader, dekorationer, stadens medborgare samt spelregler. Välstånd, produktivitet, andlighet, kunskap, auktoritet och kreativitet är spelets sex samhälleliga bedömningar som besluter om stadens utveckling och har en visuell påverkan på den grafiska miljön. Under spelets gång kommer många byggnader att låsas upp, endast 15 % av spelets alla byggnader finns i början av spelet.
I en uppdaterad version ingick ett strategeiskt läge, som innehåller en större ekonomisk planering, vilket gör spelet mer utmanande.

## Simcity Societies: Destinations
Den 23 juni 2008 släpptes en expansionspaket för Simcity Societies, känd som Simcity Societies: Destinations. I det spelet så fokuserar man mest om turism, med nya funktioner som tillåter spelaren att bygga turistmål.

## Mottagande
Spelet fick en hel del negativ kritik, bland annat för att ha en så olik stadsplanering jämfört med de förra spelen. Däremot är inte detta "Sim City 5", trots att den har kallats så. Men spelet har ändå fått beröm för dess förbättrade tillgänglighet och effekter. 